# Серце Дженніфер
«Серце Дженніфер» — український поп-рок гурт з Вінниці. Створений у 2009 році. У 2010 році гурт узяв участь у конкурсі «Свіжа кров» на телеканалі «М1», де дійшов до 1/16 фіналу.

## Історія
Вінницький (м. Бар) інді-поп-рок гурт «Серце Дженніфер» існує в такій назві з 2009 року. До того у 2005-2006 існував під назвою «Аккад», 2006-2009 - «Akkad & Heath Djennifer». До 2007 року Олег (вокаліст) з гуртом «Akkad & Heath Djennifer» встиг узяти участь у фестивалях «Червона Рута», «Up! Fest», «Пророк», «Нівроку», став фіналістом фестивалю «Тарас Бульба», переміг на фестивалі «Перлини сезону» в номінаціях «Глядацькі симпатії» і «Найкращий поп-гурт».

## Дискографія

### Альбоми
- «NАЗАВЖDИ» (2010)
- «Серце Дженніфер» (2012)

### Відеографія
- «Намалюю»
- «Ти перемогла»
- «Намалюю» (remix from Andrew Kinree)
- «У Світі Думок»

## Склад гурту
Теперішні
- Олег Пилипенко — Фронтмен
- Ярослав Бабич — Гітара
- Олексій Корчик — Бас-гітара

Колишні
- Сергій Angeldust Приймак - Басс гітара
- Анатолій Власенко - Гітара
- Денис Шинкевич - Ударні
- Ігор Мисак - Ударні
- Роман Сомик - Музичний директор, бек-вокал

- Юрій Ключник (донедавна Morphine Suffering)